# Bank of Credit and Commerce International
Bank of Credit and Commerce International (BCCI) foi um grande banco internacional, fundado em 1972 por Agha Hasan Abedi, um financista paquistanês.  O Banco foi registrado em Luxemburgo, com sede em Karachi e Londres. Dentro de uma década, o BCCI alcançou seu auge. Operou-se em 78 países, teve mais de 400 filiais, e possuía ativos de mais de US $ 20 bilhões, tornando-se o sétimo maior banco privado do mundo em ativos. 
O BCCI entrou sob a vigilância de vários reguladores financeiros e agências de inteligência na década de 1980 devido a preocupações de que ele foi mal operado. Investigações posteriores revelaram que estava envolvido em uma maciça lavagem de dinheiro e outros crimes financeiros, e adquiriu ilegalmente o controle acionário em um grande banco estadunidense. O BCCI se tornou o foco de uma enorme batalha  regulamentar em 1991 e em 5 de julho do mesmo ano, alfândegas e reguladores bancários em sete países invadiram e bloquearam os registros de suas filiais. 

## Práticas de crédito

### Financiamento para criminosos e ditadores
O BCCI manipulou dinheiro para Saddam Hussein, Manuel Noriega, Hussain Mohammad Ershad e Samuel Doe. Outros titulares de contas incluíam o Cartel de Medellín e Abu Nidal. 

### Financiamento da CIA para os mujahideen afegãos e os Contras
A Agência Central de Inteligência dos Estados Unidos manteve várias contas no BCCI, de acordo com William von Raab, ex-comissário das Alfândegas dos Estados Unidos. Oliver North, também utilizou e manteve várias contas ao BCCI. Estas contas bancárias foram usadas para uma variedade de operações secretas ilegais, incluindo transferências de dinheiro e armas relacionadas com o escândalo Irã-Contras, de acordo com a Revista Time.  A CIA também trabalhou com o BCCI para armar e financiar os mujahideen afegãos durante a Guerra do Afeganistão contra a União Soviética, usando o BCCI para lavagem dos rendimentos do tráfico de heroína cultivada na fronteira Afeganistão-Paquistão, aumentando o fluxo de narcóticos para os mercados europeus e norte-americanos. 

## Antigos diretores
- Khalid bin Mahfouz – diretor não executivo e de propriedade pessoal de uma participação de 20% no BCCI entre 1986 e 1990.[10]
- Alfred Hartman
- Shaikh Mohammed Ishaq
- James R. Bath

## Impacto cultural
- The International, um thriller de ação lançado em 2009, fielmente baseado na história do BCCI, com o banco sendo intitulado "International Bank of Business and Credit".